# طواف إيطاليا 1938
طواف إيطاليا 1938 هو سباق دراجات هوائية أقيم في إيطاليا بتاريخ مايو 7–29، تكون السباق من 18 مرحلة وامتدّ لمسافة 3645.8 كم بسرعة 33.272 كم/س، استغرق السباق 112 ساعة 49 دقيقة 28 ثانية. فاز به الإيطالي جيوفاني فالتي.

## الترتيب
| م                     | الدرّاج        | البلد   | الزمن                      |
| --------------------- | ------------- | ------- | -------------------------- |
| الفائز بالترتيب العام | جيوفاني فالتي | إيطاليا | 112 ساعة 49 دقيقة 28 ثانية |
| التسلق                | جيوفاني فالتي | إيطاليا | -                          |